# Acena
Acena (lat. Acaena), rod puzavih zeljastih trajnica i grmova porodice ružovki. Postoji 60 vrsta raširenih poglavito po Novom Zelandu, Australiji i Južnoj Americi, ali mnogima status nije još razjašnjen, jesu li sinonimi, ili posebne vrste. Nekoliko vrsta je naturalizirano u Europi i drugdje.
Mnoge vrste imaju sjeme koje se hvata za krzno ili perje životinja, te se na taj način šire dalje.

## Vrste
1. Acaena agnipila Gand.
2. Acaena alpina Poepp.
3. Acaena anserinifolia (J. R. Forst. & G. Forst.) Druce
4. Acaena antarctica Hook. fil.
5. Acaena argentea Ruiz & Pav.
6. Acaena boliviana Gand.
7. Acaena buchananii Hook. fil.
8. Acaena caesiiglauca (Bitter) Bergmans
9. Acaena caespitosa Gilli
10. Acaena confertissima Bitter
11. Acaena cylindristachya Ruiz & Pav.
12. Acaena dumicola B. H. Macmill.
13. Acaena echinata Nees
14. Acaena elongata L.
15. Acaena emittens B. H. Macmill.
16. Acaena eupatoria Schltdl.
17. Acaena exigua A. Gray
18. Acaena fissistipula Bitter
19. Acaena fuscescens Bitter
20. Acaena glabra Buchanan
21. Acaena inermis Hook. fil.
22. Acaena insularis Citerne
23. Acaena integerrima Gillies ex Hook.
24. Acaena juvenca B. H. Macmill.
25. Acaena latebrosa Aiton
26. Acaena leptacantha Phil.
27. Acaena longiscapa Bitter
28. Acaena lucida (Aiton) Vahl
29. Acaena macrocephala Poepp.
30. Acaena magellanica (Lam.) Vahl
31. Acaena masafuerana Bitter
32. Acaena microphylla Hook. fil.
33. Acaena minor (Hook. fil.) Allan
34. Acaena montana Hook. fil.
35. Acaena myriophylla Lindl.
36. Acaena novae-zelandiae Kirk
37. Acaena ovalifolia Ruiz & Pav.
38. Acaena pallida (Kirk) J. W. Dawson
39. Acaena patagonica A. E. Martic.
40. Acaena pinnatifida Ruiz & Pav.
41. Acaena platyacantha Speg.
42. Acaena poeppigiana Gay
43. Acaena profundeincisa (Bitter) B. H. Macmill.
44. Acaena pumila Vahl
45. Acaena rorida B. H. Macmill.
46. Acaena saccaticupula Bitter
47. Acaena sarmentosa (Thouars) Carmich.
48. Acaena sericea J. Jacq.
49. Acaena splendens Hook. & Arn.
50. Acaena stangii Christoph.
51. Acaena stricta Griseb.
52. Acaena subincisa Wedd.
53. Acaena tenera Albov
54. Acaena tesca B. H. Macmill.
55. Acaena torilicarpa Bitter
56. Acaena trifida Ruiz & Pav.
57. Acaena × anserovina Orchard
58. Acaena × ovina A. Cunn.